# Маркин, Сергей Владимирович
Сергей Владимирович Маркин (14 мая 1966) — советский и российский футболист, защитник.
Воспитанник футбольной школы «Динамо» Москва, первый тренер В. В. Козлов. В 1984 году — в составе «Колхозчи» Ашхабад. Играл в командах второй советской лиги «Шахриханец» Шахрихан (1985), «Пахтакор» Андижан (1986), «Волга» Калинин (1987), «Алга» Фрунзе (1988—1991). В сезоне 1991/92 — в составе венгерских клубов «Баразда» Мохач, «Дьёрдь» Печ, «Ференцварош». С июля 1992 сыграл 12 матчей в чемпионате СССР за «Динамо-Газовик» Тюмень, в июле — августе 1993 сыграл две игры в чемпионате за «Океан» Находка. Выступал за любительский московский клуб «Салют-Тушино», зарубежные команды «Мохун Баган» Калькутта (Индия, 1994), «Хэппи-Вэлли» Гонконг (1995/96), «Шэньчжэнь Фэйяда» (Китай, 1996), «КаИК» Каскё (Финляндия, 1997—1999).
В 2000—2014 — тренер ДЮСШ Перовец.